# Cuộc tổng công kích - tổng khởi nghĩa của Việt-Cộng Mậu Thân 1968

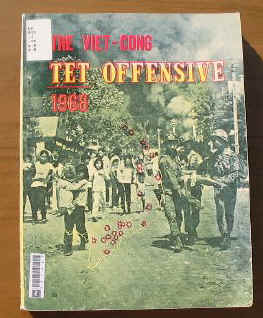
Bìa sách

Cuộc tổng công kích - tổng khởi nghĩa của Việt-Cộng Mậu Thân 1968 là tác phẩm được sử gia kiêm sĩ quan Quân lực Việt Nam Cộng hòa trước 1975, Phạm Văn Sơn chủ biên. Tác giả từng là Chỉ huy trưởng trường Quân báo và Chiến tranh tâm lý Cây Mai. Với nhiều hình ảnh và dữ kiện khá chính xác, sách được dịch sang tiếng Anh, Pháp và Nhật năm 1969. Cũng là tựa đề của cuốn sách sử, Tổng Công Kích (TCK) và Tổng Khởi Nghĩa (TKN) là ám danh của 2 kế hoạch tiến chiếm miền Nam vào đêm 30 Tết 1968 của chính quyền Việt Nam Dân Chủ Cộng Hòa và Mặt Trận Giải Phóng Miền Nam do miền Bắc dựng lên.
1) Tổng Công Kích (TCK): mục đích để mở một cuộc tấn công quy mô, và khốc liệt  vào mục tiêu quan trọng ở 44 tỉnh thành trên toàn lãnh thổ miền Nam bấy giờ, từ Quảng Trị đến Cà Mau.
2) Tổng Khởi Nghĩa (TKN): là giai đoạn 2 mục đích nương theo đà thắng thế của cuộc tấn công ban đầu để vận động quần chúng nổi dậy giành chính quyền.
Hiện nay, tác phẩm này vẫn bị liệt vào hàng sách cấm ở Việt Nam.

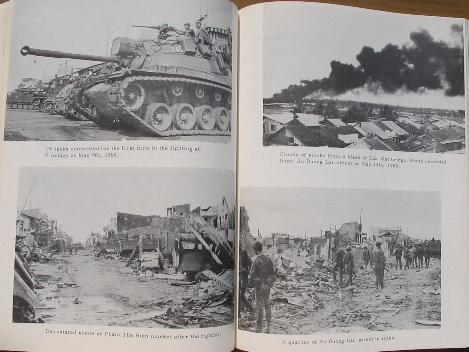
Cảnh chiến sự năm 1968